# Brottning vid olympiska sommarspelen 2012

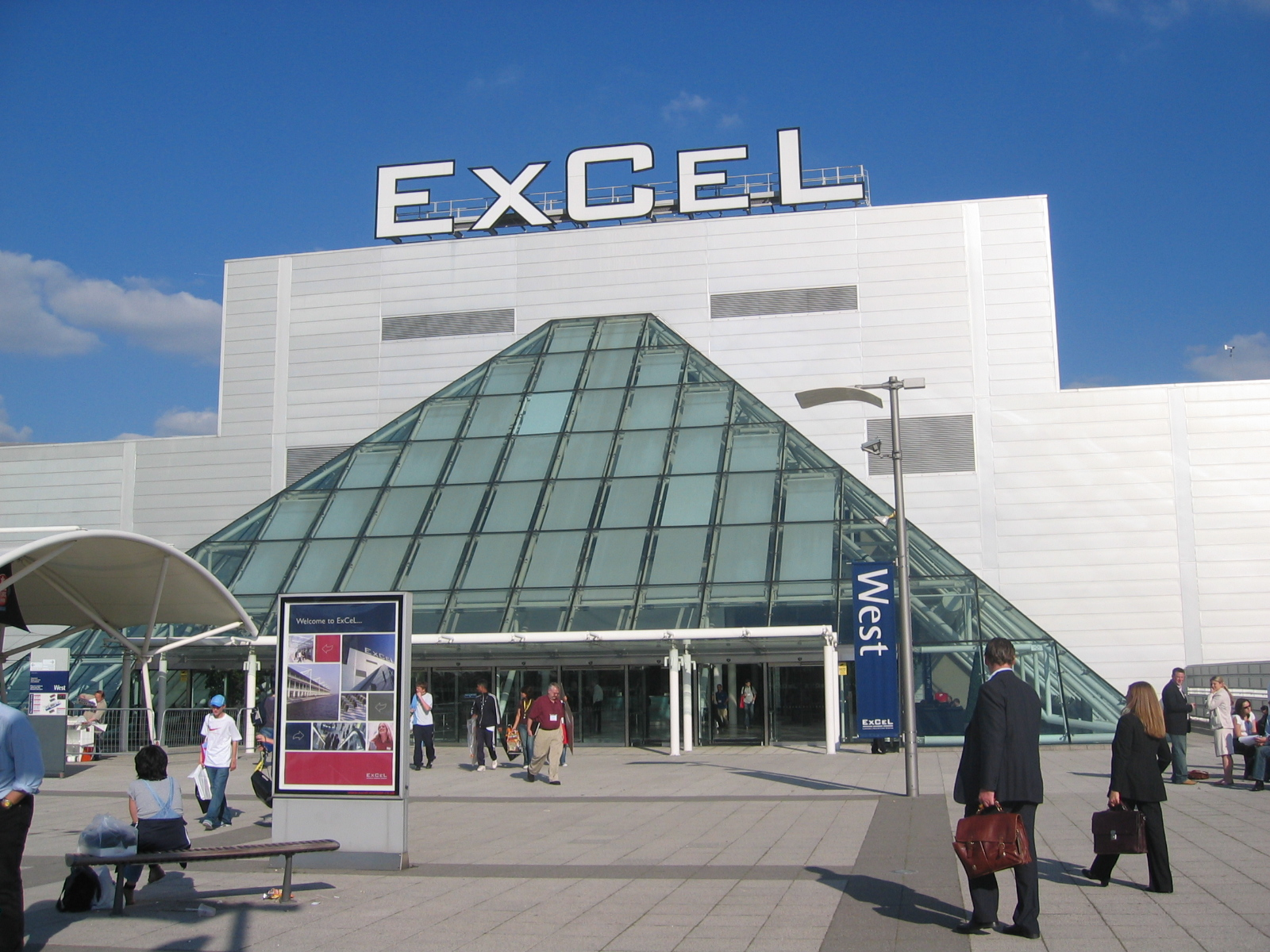
ExCel Exhibition Centre, där matcherna hålls.

De olympiska tävlingarna 2012 i brottning avgjordes mellan den 5 och 12 augusti 2012 i London i Storbritannien. Brottningens 18 grenar har utrymme för totalt 344 deltagare.

## Medaljsammanfattning

### Damer
| Gren                   | Guld                       | Guld                       | Silver                      | Silver                      | Brons                               | Brons                       |
| ---------------------- | -------------------------- | -------------------------- | --------------------------- | --------------------------- | ----------------------------------- | --------------------------- |
| 48 kg fristil detaljer | Hitomi Obara Japan         | Hitomi Obara Japan         | Marija Stadnik Azerbajdzjan | Marija Stadnik Azerbajdzjan | Clarissa Chun USA                   | Clarissa Chun USA           |
| 48 kg fristil detaljer | Hitomi Obara Japan         | Hitomi Obara Japan         | Marija Stadnik Azerbajdzjan | Marija Stadnik Azerbajdzjan | Carol Huynh Kanada                  |                             |
| 55 kg fristil detaljer | Saori Yoshida Japan        | Saori Yoshida Japan        | Tonya Verbeek Kanada        | Tonya Verbeek Kanada        | Jackeline Rentería Colombia         | Jackeline Rentería Colombia |
| 55 kg fristil detaljer | Saori Yoshida Japan        | Saori Yoshida Japan        | Tonya Verbeek Kanada        | Tonya Verbeek Kanada        | Julija Ratkevitj Azerbajdzjan       |                             |
| 63 kg fristil detaljer | Kaori Icho Japan           | Kaori Icho Japan           | Jing Ruixue Kina            | Jing Ruixue Kina            | Ljubov Volosova Ryssland            | Ljubov Volosova Ryssland    |
| 63 kg fristil detaljer | Kaori Icho Japan           | Kaori Icho Japan           | Jing Ruixue Kina            | Jing Ruixue Kina            | Soronzonboldyn Battsetseg Mongoliet |                             |
| 72 kg fristil detaljer | Natalja Vorobjova Ryssland | Natalja Vorobjova Ryssland | Stanka Zlateva Bulgarien    | Stanka Zlateva Bulgarien    | Gjuzel Manjurova Kazakstan          | Gjuzel Manjurova Kazakstan  |
| 72 kg fristil detaljer | Natalja Vorobjova Ryssland | Natalja Vorobjova Ryssland | Stanka Zlateva Bulgarien    | Stanka Zlateva Bulgarien    | Maider Unda Spanien                 |                             |

### Herrar
| Gren                                 | Guld                          | Guld                          | Silver                            | Silver                            | Brons                        | Brons                        |
| ------------------------------------ | ----------------------------- | ----------------------------- | --------------------------------- | --------------------------------- | ---------------------------- | ---------------------------- |
| 55 kg fristil detaljer               | Dzjamal Otarsultanov Ryssland | Dzjamal Otarsultanov Ryssland | Vladimer Chintjegasjvili Georgien | Vladimer Chintjegasjvili Georgien | Yang Kyong-Il Nordkorea      | Yang Kyong-Il Nordkorea      |
| 55 kg fristil detaljer               | Dzjamal Otarsultanov Ryssland | Dzjamal Otarsultanov Ryssland | Vladimer Chintjegasjvili Georgien | Vladimer Chintjegasjvili Georgien | Shinichi Yumoto Japan        |                              |
| 60 kg fristil detaljer               | Toghrul Asgarov Azerbajdzjan  | Toghrul Asgarov Azerbajdzjan  | Besik Kuduchov Ryssland           | Besik Kuduchov Ryssland           | Coleman Scott USA            | Coleman Scott USA            |
| 60 kg fristil detaljer               | Toghrul Asgarov Azerbajdzjan  | Toghrul Asgarov Azerbajdzjan  | Besik Kuduchov Ryssland           | Besik Kuduchov Ryssland           | Yogeshwar Dutt Indien        |                              |
| 66 kg fristil detaljer               | Tatsuhiro Yonemitsu Japan     | Tatsuhiro Yonemitsu Japan     | Sushil Kumar Indien               | Sushil Kumar Indien               | Akzhurek Tanatarov Kazakstan | Akzhurek Tanatarov Kazakstan |
| 66 kg fristil detaljer               | Tatsuhiro Yonemitsu Japan     | Tatsuhiro Yonemitsu Japan     | Sushil Kumar Indien               | Sushil Kumar Indien               | Liván López Kuba             |                              |
| 74 kg fristil detaljer               | Jordan Burroughs USA          | Jordan Burroughs USA          | Sadegh Goudarzi Iran              | Sadegh Goudarzi Iran              | Soslan Tigijev Uzbekistan    | Soslan Tigijev Uzbekistan    |
| 74 kg fristil detaljer               | Jordan Burroughs USA          | Jordan Burroughs USA          | Sadegh Goudarzi Iran              | Sadegh Goudarzi Iran              | Denis Tsargusj Ryssland      |                              |
| 84 kg fristil detaljer               | Sjarif Sjarifov Azerbajdzjan  | Sjarif Sjarifov Azerbajdzjan  | Jaime Espinal Puerto Rico         | Jaime Espinal Puerto Rico         | Dato Marsagisjvili Georgien  | Dato Marsagisjvili Georgien  |
| 84 kg fristil detaljer               | Sjarif Sjarifov Azerbajdzjan  | Sjarif Sjarifov Azerbajdzjan  | Jaime Espinal Puerto Rico         | Jaime Espinal Puerto Rico         | Ehsan Lashgari Iran          |                              |
| 96 kg fristil detaljer               | Jake Varner USA               | Jake Varner USA               | Valerij Andrijtsev Ukraina        | Valerij Andrijtsev Ukraina        | Giorgi Gogsjelidze Georgien  | Giorgi Gogsjelidze Georgien  |
| 96 kg fristil detaljer               | Jake Varner USA               | Jake Varner USA               | Valerij Andrijtsev Ukraina        | Valerij Andrijtsev Ukraina        | Xetaq Qazyumov Azerbajdzjan  |                              |
| 120 kg fristil detaljer              | Artur Tajmazov Uzbekistan     | Artur Tajmazov Uzbekistan     | Davit Modzmanasjvili Georgien     | Davit Modzmanasjvili Georgien     | Komeil Ghasemi Iran          | Komeil Ghasemi Iran          |
| 120 kg fristil detaljer              | Artur Tajmazov Uzbekistan     | Artur Tajmazov Uzbekistan     | Davit Modzmanasjvili Georgien     | Davit Modzmanasjvili Georgien     | Biljal Machov Ryssland       |                              |
| 55 kg grekisk-romersk stil detaljer  | Hamid Sourian Iran            | Hamid Sourian Iran            | Rovsjan Bajramov Azerbajdzjan     | Rovsjan Bajramov Azerbajdzjan     | Péter Módos Ungern           | Péter Módos Ungern           |
| 55 kg grekisk-romersk stil detaljer  | Hamid Sourian Iran            | Hamid Sourian Iran            | Rovsjan Bajramov Azerbajdzjan     | Rovsjan Bajramov Azerbajdzjan     | Mingijan Semenov Ryssland    |                              |
| 60 kg grekisk-romersk stil detaljer  | Omid Norouzi Iran             | Omid Norouzi Iran             | Revaz Lasjchi Georgien            | Revaz Lasjchi Georgien            | Zaur Kuramagomedov Ryssland  | Zaur Kuramagomedov Ryssland  |
| 60 kg grekisk-romersk stil detaljer  | Omid Norouzi Iran             | Omid Norouzi Iran             | Revaz Lasjchi Georgien            | Revaz Lasjchi Georgien            | Ryutaro Matsumoto Japan      |                              |
| 66 kg grekisk-romersk stil detaljer  | Kim Hyeon-Woo Sydkorea        | Kim Hyeon-Woo Sydkorea        | Tamás Lőrincz Ungern              | Tamás Lőrincz Ungern              | Manutjar Tschadaia Georgien  | Manutjar Tschadaia Georgien  |
| 66 kg grekisk-romersk stil detaljer  | Kim Hyeon-Woo Sydkorea        | Kim Hyeon-Woo Sydkorea        | Tamás Lőrincz Ungern              | Tamás Lőrincz Ungern              | Steeve Guénot Frankrike      |                              |
| 74 kg grekisk-romersk stil detaljer  | Roman Vlasov Ryssland         | Roman Vlasov Ryssland         | Arsen Julfalakjan Armenien        | Arsen Julfalakjan Armenien        | Aleksandr Kazakevič Litauen  | Aleksandr Kazakevič Litauen  |
| 74 kg grekisk-romersk stil detaljer  | Roman Vlasov Ryssland         | Roman Vlasov Ryssland         | Arsen Julfalakjan Armenien        | Arsen Julfalakjan Armenien        | Emin Ahmadov Azerbajdzjan    |                              |
| 84 kg grekisk-romersk stil detaljer  | Alan Chugajev Ryssland        | Alan Chugajev Ryssland        | Karam Gaber Egypten               | Karam Gaber Egypten               | Danijal Gadzjijev Kazakstan  | Danijal Gadzjijev Kazakstan  |
| 84 kg grekisk-romersk stil detaljer  | Alan Chugajev Ryssland        | Alan Chugajev Ryssland        | Karam Gaber Egypten               | Karam Gaber Egypten               | Damian Janikowski Polen      |                              |
| 96 kg grekisk-romersk stil detaljer  | Ghasem Rezaei Iran            | Ghasem Rezaei Iran            | Rustam Totrov Ryssland            | Rustam Totrov Ryssland            | Artur Aleksanjan Armenien    | Artur Aleksanjan Armenien    |
| 96 kg grekisk-romersk stil detaljer  | Ghasem Rezaei Iran            | Ghasem Rezaei Iran            | Rustam Totrov Ryssland            | Rustam Totrov Ryssland            | Jimmy Lidberg Sverige        |                              |
| 120 kg grekisk-romersk stil detaljer | Mijaín López Kuba             | Mijaín López Kuba             | Heiki Nabi Estland                | Heiki Nabi Estland                | Rıza Kayaalp Turkiet         | Rıza Kayaalp Turkiet         |
| 120 kg grekisk-romersk stil detaljer | Mijaín López Kuba             | Mijaín López Kuba             | Heiki Nabi Estland                | Heiki Nabi Estland                | Johan Eurén Sverige          |                              |

Denna tabell: visa • redigera

## Medaljtabell
| Pl.    | Nation       | Guld | Silver | Brons | Totalt |
| ------ | ------------ | ---- | ------ | ----- | ------ |
| 1      | Ryssland     | 4    | 2      | 5     | 11     |
| 2      | Japan        | 4    | 0      | 2     | 6      |
| 3      | Iran         | 3    | 1      | 2     | 6      |
| 4      | Azerbajdzjan | 2    | 2      | 3     | 7      |
| 5      | USA          | 2    | 0      | 2     | 4      |
| 6      | Uzbekistan   | 1    | 0      | 1     | 2      |
| 6      | Kuba         | 1    | 0      | 1     | 2      |
| 8      | Sydkorea     | 1    | 0      | 0     | 1      |
| 9      | Georgien     | 0    | 3      | 3     | 6      |
| 10     | Armenien     | 0    | 1      | 1     | 2      |
| 10     | Kanada       | 0    | 1      | 1     | 2      |
| 10     | Ungern       | 0    | 1      | 1     | 2      |
| 10     | Indien       | 0    | 1      | 1     | 2      |
| 14     | Bulgarien    | 0    | 1      | 0     | 1      |
| 14     | Kina         | 0    | 1      | 0     | 1      |
| 14     | Egypten      | 0    | 1      | 0     | 1      |
| 14     | Estland      | 0    | 1      | 0     | 1      |
| 14     | Puerto Rico  | 0    | 1      | 0     | 1      |
| 14     | Ukraina      | 0    | 1      | 0     | 1      |
| 20     | Kazakstan    | 0    | 0      | 3     | 3      |
| 20     | Sverige      | 0    | 0      | 2     | 2      |
| 22     | Colombia     | 0    | 0      | 1     | 1      |
| 22     | Frankrike    | 0    | 0      | 1     | 1      |
| 22     | Litauen      | 0    | 0      | 1     | 1      |
| 22     | Mongoliet    | 0    | 0      | 1     | 1      |
| 22     | Nordkorea    | 0    | 0      | 1     | 1      |
| 22     | Polen        | 0    | 0      | 1     | 1      |
| 22     | Spanien      | 0    | 0      | 1     | 1      |
| 22     | Turkiet      | 0    | 0      | 1     | 1      |
| Totalt | Totalt       | 18   | 18     | 36    | 72     |

## Deltagande nationer
| - Algeriet (3) - Amerikanska Samoa (1) - Argentina (1) - Armenien (7) - Australien (1) - Österrike (1) - Azerbajdzjan (13) - Belarus (11) - Brasilien (1) - Bulgarien (9) - Kamerun (1) - Kanada (9) - Centralafrikanska republiken (1) - Chile (1) - Kina (8) - Colombia (3) - Elfenbenskusten (1) - Kroatien (2) | - Kuba (12) - Tjeckien (1) - Danmark (2) - Ecuador (2) - Egypten (13) - Estland (2) - Finland (2) - Frankrike (6) - Georgien (13) - Tyskland (4) - Storbritannien (1) - Grekland (2) - Guam (1) - Guinea-Bissau (2) - Honduras (1) - Ungern (7) - Indien (5) - Iran (13) | - Irak (1) - Italien (1) - Japan (13) - Kazakstan (15) - Kirgizistan (4) - Lettland (2) - Litauen (2) - Madagaskar (1) - Mexiko (2) - Mikronesiska federationen (1) - Moldavien (2) - Mongoliet (8) - Marocko (2) - Namibia (1) - Nigeria (4) - Nordkorea (5) - Norge (1) - Polen (4) | - Puerto Rico (3) - Rumänien (2) - Ryssland (16) - Senegal (2) - Serbien (1) - Sydkorea (9) - Spanien (1) - Sverige (6) - Schweiz (1) - Tadzjikistan (4) - Tunisien (8) - Turkiet (13) - Ukraina (13) - USA (17) - Uzbekistan (8) - Venezuela (7) - Vietnam (1) |